# Hemieuxoa subfusca
Hemieuxoa subfusca är en fjärilsart som beskrevs av Yoshimoto. Hemieuxoa subfusca ingår i släktet Hemieuxoa och familjen nattflyn. Inga underarter finns listade i Catalogue of Life.